# 류리크 (1892년 장갑순양함)
류리크(러시아어 : Рюрикъ)는 러시아 제국이 보유했던 장갑순양함이다. 러일 전쟁에서 블라디보스토크 순양함대에 소속되어 활발한 통상파괴 전을 실시했지만, 울산 해전에서 일본 제국 해군 주력 함대 유격부대인 제2함대(사령관 : 가미무라 히코노조 중장)에 격침되었다.

## 개요
취항 후 류리크는 블라디보스토크에 기지를 둔 러시아 태평양 함대로 향했다. 태평양 전대를 담당하고 있었던 표도르 두바소프 제독은 짧은 취항 기간 이후에 보일러를 재설치하고, 삭구를 제거하는 함의 개조를 권했다. 보일러 재설치 작업은 시작되지 못했지만, 삭구를 대폭 줄이는 작업은 진행되었다.
1904년 러일 전쟁이 발발하자, 류리크와 다른 태평양 전대의 순양함, 로시야, 그로모보이, 보가티르는 모두 동해와 일본 내륙 해안에서 일본 상선에 대한 정찰, 파괴의 임무를 맡았다. 1904년 8월경, 한 척만 침몰하고, 일본 제국 해군은 태평양의 러시아 항구인 뤼순 항에 포격을 가할만큼 가까이 포위하여 포진을 했다. 여순항 포위는 여러 차례의 실패한 탈출 시도를 제외하고 태평양 전대에 할당된 대부분의 러시아 함대를 뤼순 항에 묶어두었다.
8월 14일, 블라디보스토크에 기지를 둔 순양함 4대 중 3대가 뤼순 항을 향해 출격했다. (보가티르는 좌초로 인해 손상을 입은 상태였다.) 이들은 일본의 해상봉쇄를 푸는데 도움을 줄 예정이었다. 이들 블라디보스톡 함대는 조선과 일본 사이의 대한 해협에서 부제독 가미무라 히코노조가 지휘하는 일본 제2함대와 마주치게 되었다. 그리하여 울산 해전이 시작되었다. 일본 제국 해군은 4척의 현대식 장갑순양함 ‘이와테’, ‘이즈모’, ‘도키와’, ‘아즈마’를 보유하고 있었다. 교전 초기에, 류리크(러시아 함대의 후미에 포진)는 선미에 세 차례 일본의 포격을 명중당해, 조타 격벽이 침수되어 엔진으로만 방향을 전환할 수 있었다. 속도는 점점 떨어졌고, 마침내 나머지 러시아 함대들과 거리가 벌어졌으며, 급기야는 일본의 포격에 노출되어 조타도 좌현으로 막히고 말았다. 러시아 카를 에센 제독은 류리크를 커버하려 시도했지만, 일본의 순양함에 의해 밀려나고 말았다. 블라디보스토크 함대의 철수를 할 때, 류리크는 여러 척의 일본 순양함에 따라 잡히고 말았다. 결국 생존했던 해군 대위 이바노프는 일본에 항복하기보다 자침을 명령했다. 일본군은 625명의 생존자들을 건져올렸고, 나머지는 교전 중 사망했다. 나머지 두 러시아 순양함은 블라디보스토크로 다시 도주해왔다.

## 형태

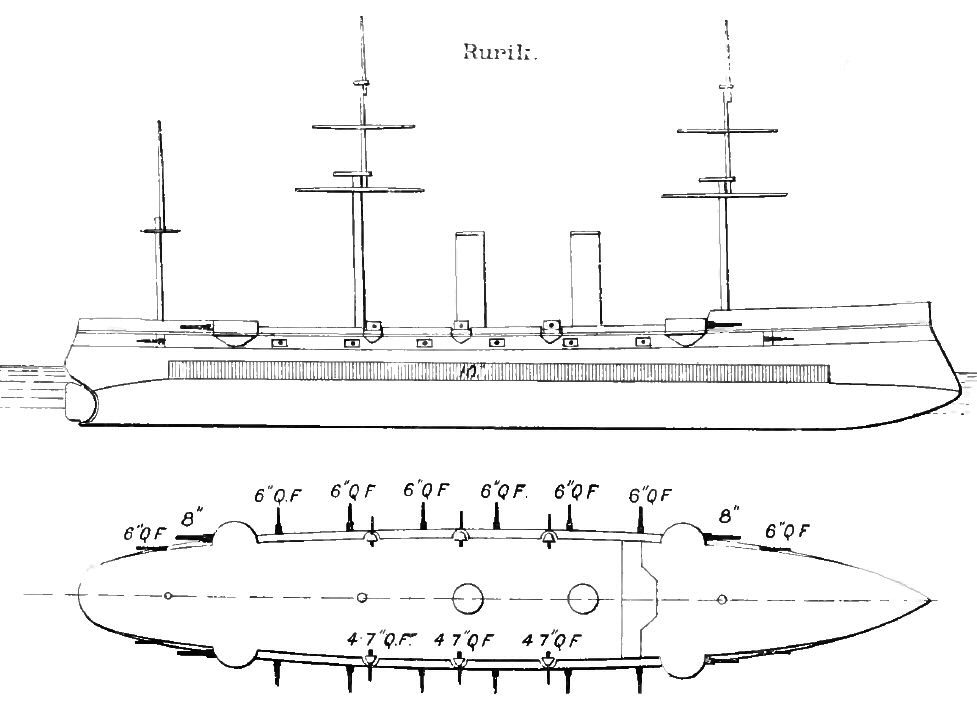
무장, 장갑배치의 개략도

본함의 기본 설계는 장갑함의 연장으로, 수면에서의 건현이 함수에서 함미까지 높은 평평한 갑판형 선체이다. 본 함의 선체 형상은 물에 잠기는 수면 아래 충각을 갖는 평갑판형 선체에 항해를 위한 3개의 돛대와 중앙부에 2개의 굴뚝을 가진 당시의 일반적인 장갑함의 모양이다. 본급은 방어 면에서 이전 수준보다 강화되어 선체 측면이 203mm에서 305mm의 두께를 가진 철판으로 방어되어 있고, 포곽부는 305mm, 사령탑은 가장 두꺼운 152mm였다.

## 무장

### 주포

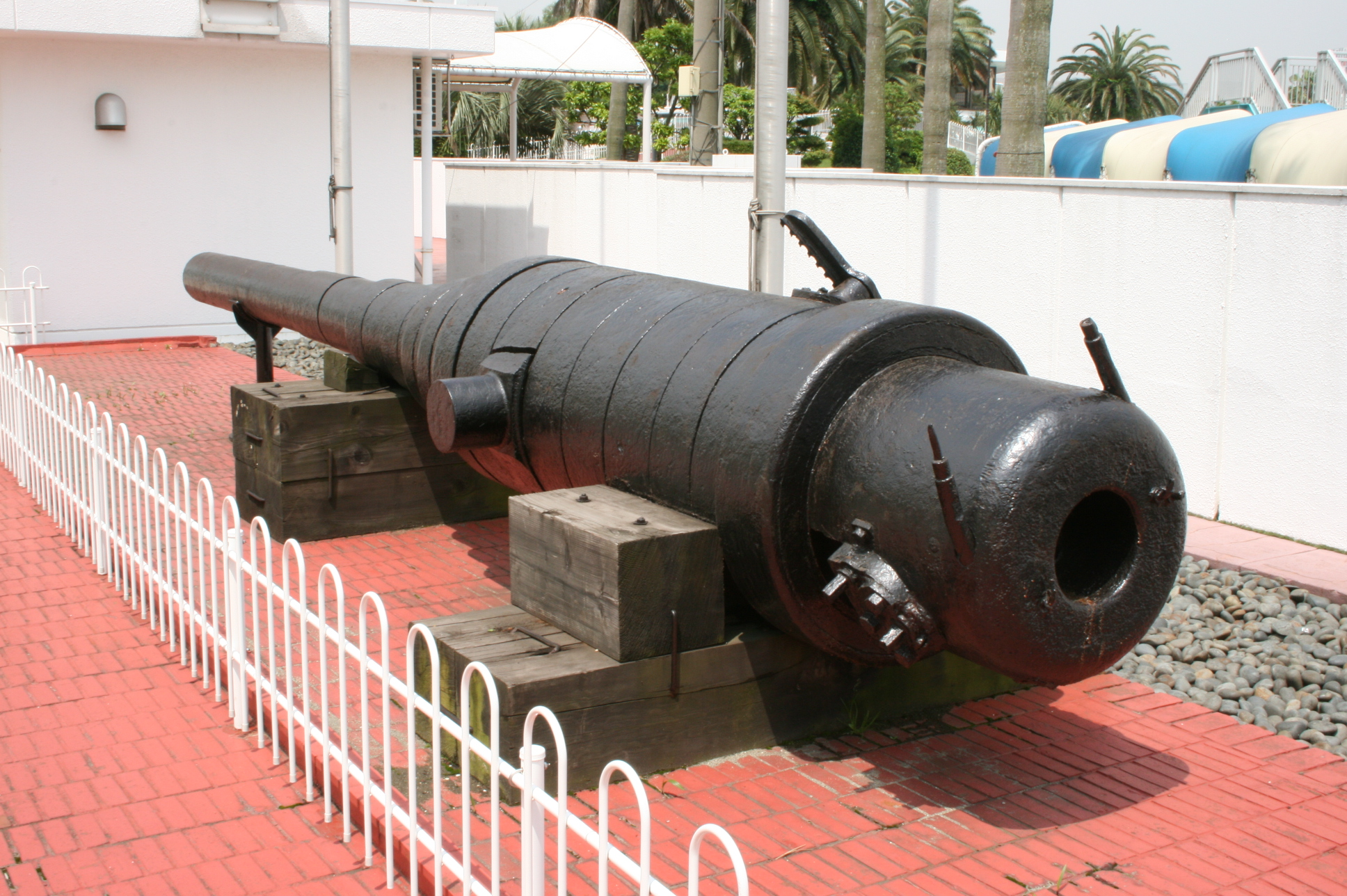
35구경 1892년형 203mm 주포

본 함의 주포는 강선포로 35구경, 1892년형 203mm포를 채택했다. 성능은 90kg의 포탄을 최대 앙각 15도에서 사정거리 9,150m까지 발사할 수 있는 성능이었다. 이 단장포가 현측방향 케이스 메이트 배치에서 4기를 탑재했다. 포가의 부앙각 능력은 앙각 15도, 부각 5도로, 회전 각도는 200도의 선회 각도를 가지고 있었다. 발사 속도는 분당 1발이었다.

### 부포와 기타
본 함의 부포는 45 구경, 1892년형 152mm포를 채택했다. 성능은 41.4kg의 포탄을 앙각 13.4도에서 사정거리 9,140m까지 발사할 수 있으며, 사정거리 5,490m에서 43mm의 철판을 관통할 수 있었다. 이 단장 포가에서 현 방향 케이스 메이트 배치에서 16기를 탑재했다. 포가의 부앙각 능력은 앙각 20도, 부각 5도였다. 회전 각도는 좁은 포문에서 포신을 내므로 사계에 제한이 있었다. 발사 속도는 분당 7발이었다.
그 외에 12cm 단장포를 6기, 근접 전투용으로 43 구경 오치키스 47mm포를 단장 포가에서 6기, 20 구경 37mm 5포신 포를 단장 포가에 10개 탑재했다.
대지 공격용으로 바라노후스키이식 20구경 63.5mm 상륙포를 단장 포가에서 편현에 1개씩 총 2개를 배치했다. 대함 공격용으로 381mm 수상 어뢰 발사관 단장 6기를 탑재했다.